# Ernst Knorr
Dr. Ernst Knorr (Heiligenbeil, 13 oktober 1899 – Scheveningen, 7 juli 1945) was een SS-officier in de rang van SS-Untersturmführer (tweede luitenant). Hij maakte deel uit van Sicherheitsdienst Referat IV-A (Bekämpfung Kommunismus) van de afdeling in Den Haag en stond bekend als de beul bij verhoren.

## Loopbaan in Nederland
Zijn werkplek was Binnenhof 7. Tot begin juni 1941 werden de communisten alleen in de gaten gehouden en doelbewust nog niet gearresteerd, en mede daardoor kon Knorr ook bij andere activiteiten betrokken worden. Zo was hij aanwezig bij het gewelddadig verhoor van Geus Sjaak Boezeman, die twee dagen nadien aan zijn folteringsverwondingen zou bezwijken.
Vanaf begin juni 1941 was hij betrokken bij het gewelddadige verhoor van Haagse communisten. Zo was Knorr op 2 september 1941 de leider van het verhoor van de communist Herman Holstege in de gevangenis van Scheveningen (Oranjehotel). Holstege was na een maand verhoren nog niet 'gebroken' en de Duitsers hadden nog steeds niet de beschikking over de namen van zijn contactpersonen bij de communistische partijleiding in Amsterdam. Holstege werd door Knorr zelf zeer handhandig anaal genepetreerd met een gummiknuppel, maar gaf echter nog steeds weinig tot geen informatie prijs. De martelingen hadden echter zeer ernstig inwendig letsel tot gevolg gehad en Holstege overleed de volgende dag. Gezien de voorbereidingen in het Oranjehotel waren de martelingen volledig gepland. In een naoorlogs verslag werd dit aangeduid als stommiteit, omdat daarmee de kans verkeken was de partijleiding in Amsterdam op te sporen.
In de loop van 1942 werd Knorr op een zijspoor geplaatst en vervangen door Hans Munt. In naoorlogse verslagen beweerde Munt dat Knorr's gewelddadigheden de reden van de positieveranderingen waren; in de praktijk gingen de afgrijselijke martelingen van communisten onverminderd door.
Op 19 februari 1943 werd in Delft een val opgezet voor de communistische verzetsman Gerrit Kastein. Drie SD-ers wachtten hem op in een café, terwijl Knorr buiten in de auto bleef wachten. Kastein werd gearresteerd en naar de auto gebracht, alwaar hij een pistool trok en afvuurde. Hij verwondde Knorr dusdanig ernstig dat na het wegrijden van de auto's er een plasje bloed op straat bleef liggen.
In de loop van 1943 werd Knorr overgeplaatst naar Groningen, waar hij in het Scholtenhuis, een Aussenstelle van de Sicherheitsdienst, kwam te werken. Ook daar viel hij op door zijn wreedheid. Hij vermoordde samen met de gebroeders Piet en Carel Faber de verzetsstrijdster Esmée van Eeghen, die daarbij werd getroffen door zeven kogels van drie verschillende kalibers die dertien in-en uitschotopeningen veroorzaakten (abusievelijk wordt daarom vaak vermeld dat ze door dertien kogels doorzeefd was). Haar lichaam werd vervolgens gedumpt in het Van Starkenborghkanaal. Daarnaast heeft Knorr nog een aantal soortgelijke moorden gepleegd.
Op 16 april 1945 trok Knorr zich met een aantal Duitse militairen terug op Schiermonnikoog. Het was de bedoeling dat men met een boot vanuit Borkum opgehaald zou worden om naar Duitsland terug te gaan. Pas op 27 mei ging een Nederlandse officier naar het eiland om de overgave te eisen. De groep werd op 30 mei naar het vasteland overgebracht en in de gevangenis in Groningen opgesloten. Knorr werd op 27 juni door de Canadese Field Security overgebracht naar de zogenaamde Kings Prison in Scheveningen, gevestigd in de strafgevangenis.
Op 7 juli 1945 werd Knorr dood in zijn cel gevonden met een stuk touw om zijn hals. In de cel was echter geen hoog steunpunt om zich aan op te hebben kunnen hangen. Volgens verklaringen van andere Duitsers in de gevangenis was Knorr ernstig mishandeld en daardoor om het leven gekomen. Er is geen lijkschouwingsrapport opgemaakt. Later verklaarde een gevangenisarts dat het technisch mogelijk was dat Knorr zelfmoord had gepleegd door het touw laag aan de muur te bevestigen en zichzelf te wurgen door voorover te hangen.
Knorrs lichaam werd naar ziekenhuis Zuidwal overgebracht en, ondanks dat het die week heel erg warm was, pas op 14 juli op de Algemene Begraafplaats begraven. Er is geen aangifte van overlijden gedaan, zodat de begrafenis feitelijk illegaal was. Op 10 oktober 1958 werd Knorrs lichaam opgegraven en werden zijn resten naar de Duitse militaire begraafplaats in Ysselsteyn overgebracht. Op het kruis op zijn graf staat behalve zijn naam ook als rang: Soldat.

## Trivia
- Alle vingers aan zijn linkerhand waren geamputeerd.
- Knoor had een doctorstitel, en als tijdens verhoren mensen mishandeld moesten worden, dan werd dat eufemistisch aangeduid dat ze de dokter erbij gingen roepen.